# La Férée
La Férée est une commune française située dans le département des Ardennes, en région Grand Est.

## Géographie

### Communes limitrophes
|                     | Aouste              |       |
| Blanchefosse-et-Bay | La Férée            | Liart |
| Le Fréty            | Saint-Jean-aux-Bois |       |

### Hydrographie
La commune est dans la région hydrographique « la Seine du confluent de l'Oise (inclus) à l'embouchure » au sein du bassin Seine-Normandie. Elle est drainée par la Serre, le ruisseau du Petit Moulin, le ruisseau du Moulin Veron, le cours d'eau 02 de la commune d'Aouste, le cours d'eau 01 de la commune de la Férée, le cours d'eau 01 de Pus-Renwez, le cours d'eau 03 de la commune de la Férée, le cours d'eau 01 du Fau Baton, le cours d'eau 01 des Bruyères, le Fossé de la commune de Férée, le cours d'eau 02 des Garennes, le cours d'eau 04 de la commune de Saint-Jean-aux-Bois et le cours d'eau 01 des Petits Cornaux,.
La Serre, d'une longueur de 96 km, prend sa source dans la commune, à 265 m d'altitude, et se jette  dans l'Oise (rive gauche) à Danizy, à 52 m d'altitude, après avoir traversé 39 communes.

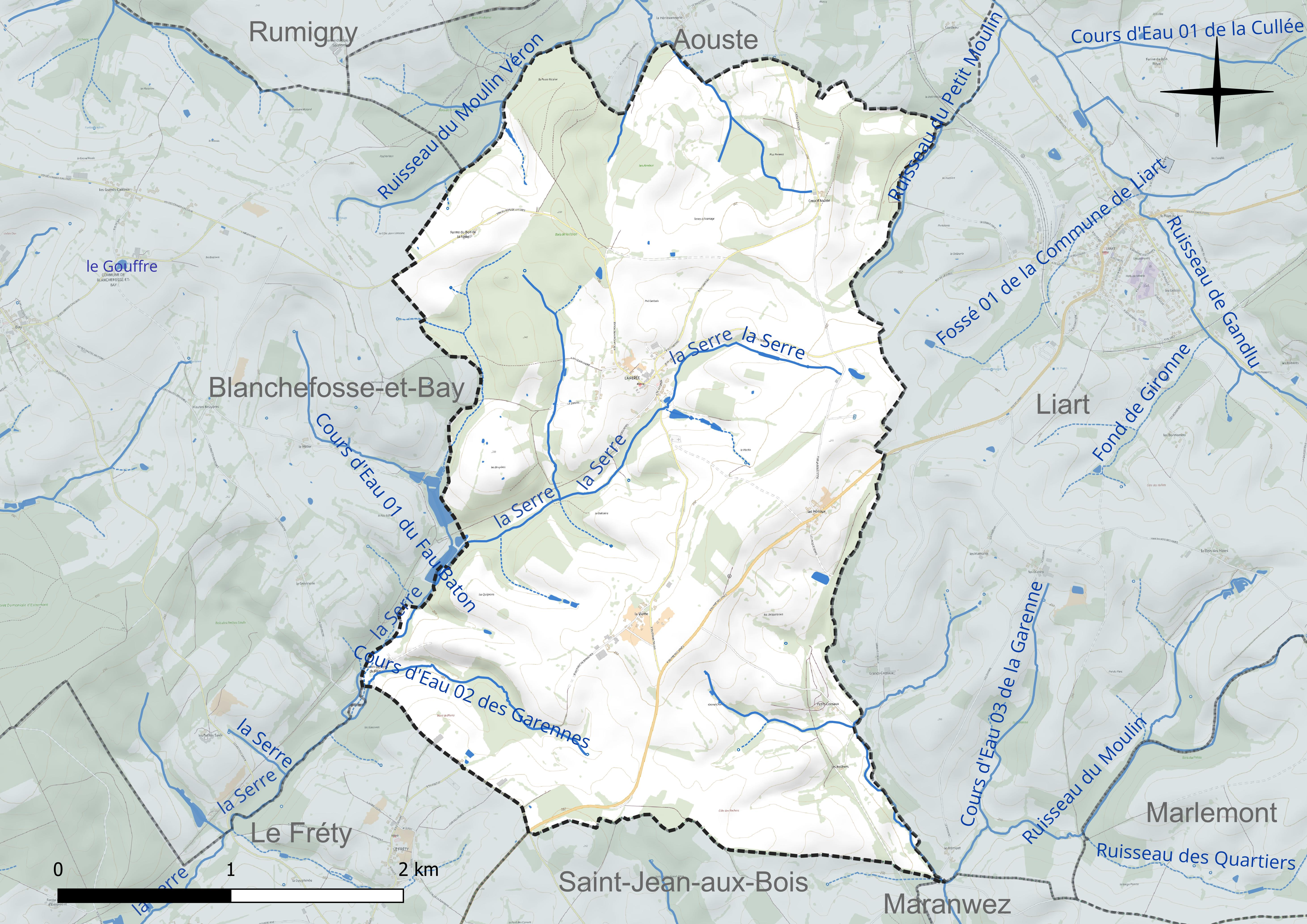
Réseau hydrographique de la Férée.

### Climat
Pour des articles plus généraux, voir Climat du Grand Est et Climat des Ardennes.
En 2010, le climat de la commune est de type climat de montagne, selon une étude du Centre national de la recherche scientifique s'appuyant sur une série de données couvrant la période 1971-2000. En 2020, Météo-France publie une typologie des climats de la France métropolitaine dans laquelle la commune est exposée à un climat océanique altéré et est dans la région climatique Nord-est du bassin Parisien, caractérisée par un ensoleillement médiocre, une pluviométrie moyenne régulièrement répartie au cours de l’année et un hiver froid (3 °C).
Pour la période 1971-2000, la température annuelle moyenne est de 9,5 °C, avec une amplitude thermique annuelle de 15,4 °C. Le cumul annuel moyen de précipitations est de 988 mm, avec 14,3 jours de précipitations en janvier et 10 jours en juillet. Pour la période 1991-2020, la température moyenne annuelle observée sur la station météorologique de Météo-France la plus proche, « Signy-l'abbaye », sur la commune de Signy-l'Abbaye à 11 km à vol d'oiseau, est de 10,2 °C et le cumul annuel moyen de précipitations est de 1 060,5 mm. 
La température maximale relevée sur cette station est de 40 °C, atteinte le 25 juillet 2019 ; la température minimale est de −20,5 °C, atteinte le 17 janvier 1985,,.
Les paramètres climatiques de la commune ont été estimés pour le milieu du siècle (2041-2070) selon différents scénarios d'émission de gaz à effet de serre à partir des nouvelles projections climatiques de référence DRIAS-2020. Ils sont consultables sur un site dédié publié par Météo-France en novembre 2022.

## Urbanisme

### Typologie
Au 1er janvier 2024, La Férée est catégorisée commune rurale à habitat très dispersé, selon la nouvelle grille communale de densité à 7 niveaux définie par l'Insee en 2022.
Elle est située hors unité urbaine. Par ailleurs la commune fait partie de l'aire d'attraction de Charleville-Mézières, dont elle est une commune de la couronne,. Cette aire, qui regroupe 132 communes, est catégorisée dans les aires de 50 000 à moins de 200 000 habitants,.

### Occupation des sols
L'occupation des sols de la commune, telle qu'elle ressort de la base de données européenne d’occupation biophysique des sols Corine Land Cover (CLC), est marquée par l'importance des territoires agricoles (77,4 % en 2018), une proportion identique à celle de 1990 (77,4 %). La répartition détaillée en 2018 est la suivante : 
prairies (48,6 %), forêts (22,6 %), zones agricoles hétérogènes (17,2 %), terres arables (11,6 %). L'évolution de l’occupation des sols de la commune et de ses infrastructures peut être observée sur les différentes représentations cartographiques du territoire : la carte de Cassini (XVIIIe siècle), la carte d'état-major (1820-1866) et les cartes ou photos aériennes de l'IGN pour la période actuelle (1950 à aujourd'hui).

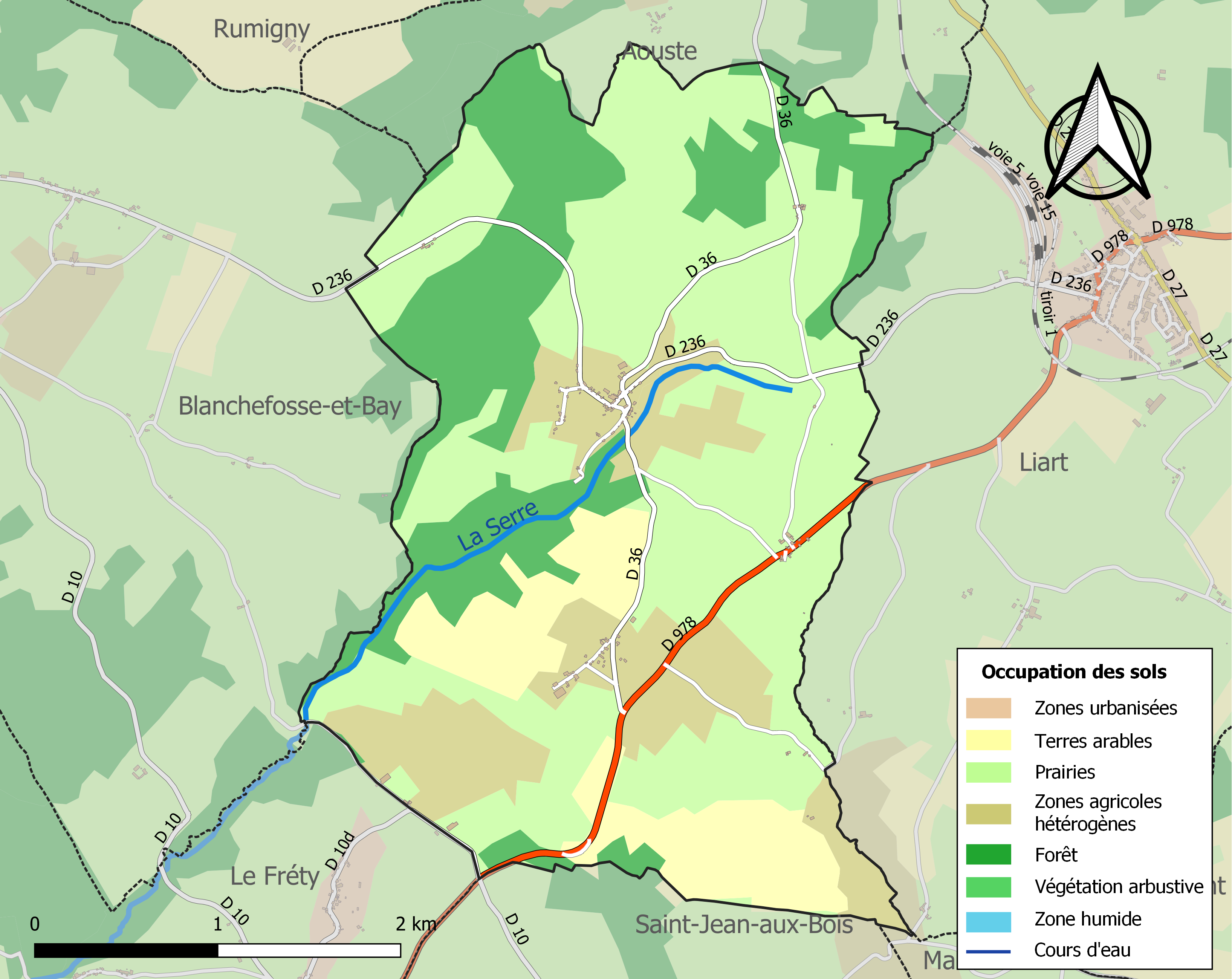
Carte des infrastructures et de l'occupation des sols de la commune en 2018 (CLC).

## Politique et administration
| Période                                  | Période   | Identité           | Étiquette | Qualité                                                   |
| ---------------------------------------- | --------- | ------------------ | --------- | --------------------------------------------------------- |
| Les données manquantes sont à compléter. |           |                    |           |                                                           |
| 1989                                     | mars 2008 | René Dupont        |           |                                                           |
| mars 2008                                | mai 2020  | Jean-Michel Provot | SE        | Retraité de l'enseignement Réélu pour le mandat 2014-2020 |
| mai 2020                                 | En cours  | Michel Chevanne    |           | Ancien agriculteur                                        |

La Férée a adhéré à la charte du parc naturel régional des Ardennes, à sa création en décembre 2011.

## Démographie
L'évolution du nombre d'habitants est connue à travers les recensements de la population effectués dans la commune depuis 1793. Pour les communes de moins de 10 000 habitants, une enquête de recensement portant sur toute la population est réalisée tous les cinq ans, les populations de référence des années intermédiaires étant quant à elles estimées par interpolation ou extrapolation. Pour la commune, le premier recensement exhaustif entrant dans le cadre du nouveau dispositif a été réalisé en 2004.

En 2022, la commune comptait 70 habitants, en évolution de −20,45 % par rapport à 2016 (Ardennes : −2,97 %, France hors Mayotte : +2,11 %).
| 1793 | 1800 | 1806 | 1821 | 1831 | 1836 | 1841 | 1846 | 1851 |
| ---- | ---- | ---- | ---- | ---- | ---- | ---- | ---- | ---- |
| 398  | 316  | 428  | 464  | 505  | 550  | 526  | 522  | 508  |

| 1866 | 1872 | 1876 | 1881 | 1886 | 1891 | 1896 | 1901 | 1906 |
| ---- | ---- | ---- | ---- | ---- | ---- | ---- | ---- | ---- |
| 477  | 464  | 458  | 436  | 509  | 635  | 402  | 361  | 339  |

| 1911 | 1921 | 1926 | 1931 | 1936 | 1946 | 1954 | 1962 | 1968 |
| ---- | ---- | ---- | ---- | ---- | ---- | ---- | ---- | ---- |
| 330  | 302  | 280  | 282  | 236  | 209  | 181  | 150  | 164  |

| 1975 | 1982 | 1990 | 1999 | 2004 | 2006 | 2009 | 2014 | 2019 |
| ---- | ---- | ---- | ---- | ---- | ---- | ---- | ---- | ---- |
| 124  | 99   | 82   | 71   | 77   | 79   | 84   | 86   | 74   |

| 2022 | - | - | - | - | - | - | - | - |
| ---- | - | - | - | - | - | - | - | - |
| 70   | - | - | - | - | - | - | - | - |

## Lieux et monuments

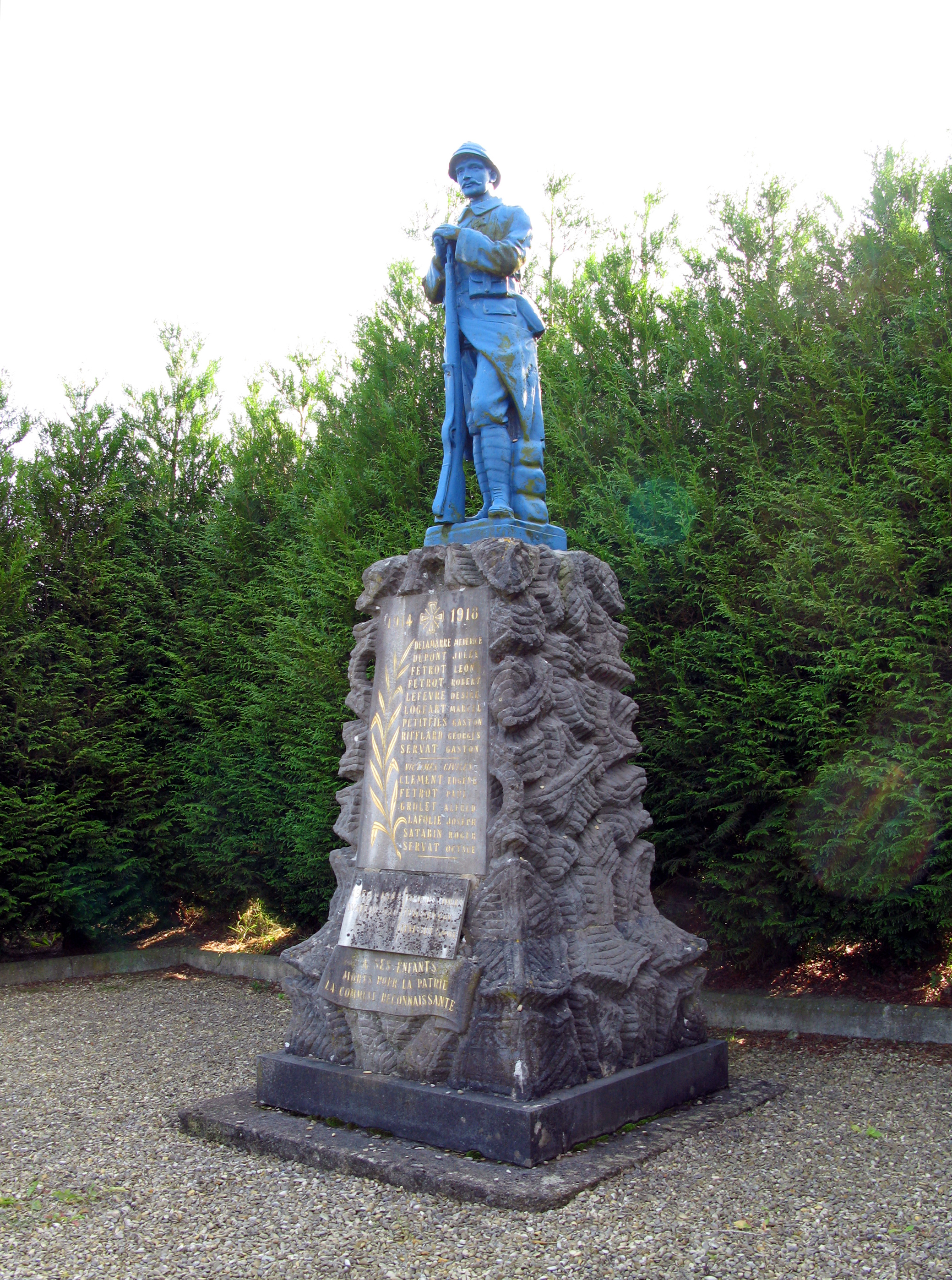
Le monument aux morts.

- Le monument aux morts : piédestal gravé des noms des victimes originaires de la commune, surmonté de la statue du Poilu au repos réalisée par Étienne Camus.
- Église Saint-Nicaise de La Férée.

## Personnalités liées à la commune
- Louis Rose, l'Ardennais qui a (peut-être) connu Davy Crockett[22].